# レイ湖
レイ湖(れいこ、Lago di Lei)はイタリアとスイスの国境に位置する長さ約8kmのダム湖である。1955年に発効した条約により、湖のほとんどのエリアはイタリアに属し、ダム及びアクセスのためのトンネルのみスイスに属する。ダムの高さ138m、湖面標高1931m(最高)、総貯水容量1億9千7百万立方メートル。湖は揚水発電の上池であり、自然流量の利用の他、スフナー湖(Sufnersee)からフェレーラ(Ferrera)発電所経由で揚水される。この湖から流れ出た水はライン川に合流し、イタリアの水として唯一、北海に注ぐ。

## 歴史

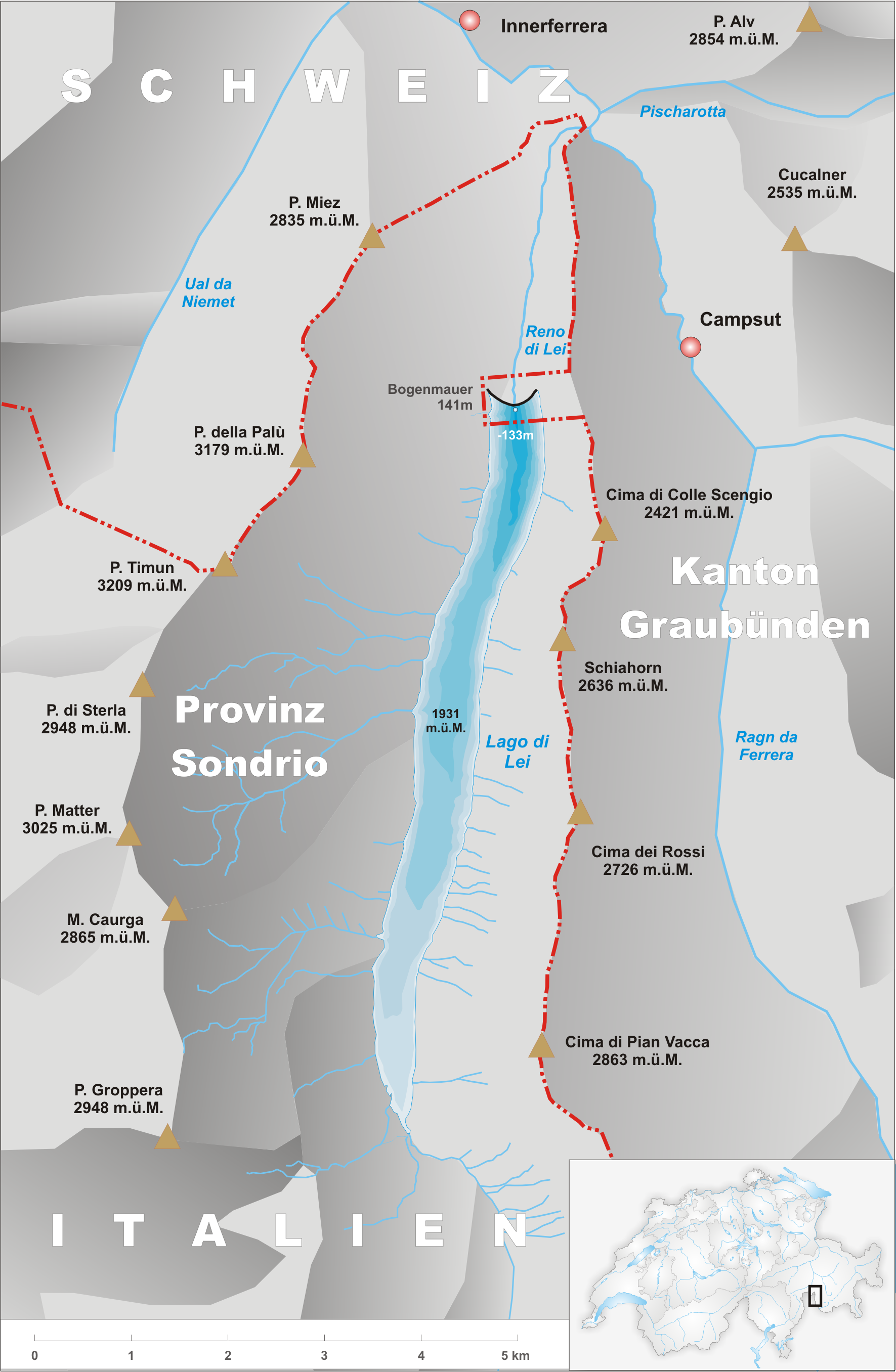
レイ湖周辺の地図。ダム周辺のみスイス、湖の大部分はイタリアである。

1942年、ヒンターライン川(Hinterrhein)水系での電源開発のためクラフトヴェルケ・ヒンターライン・コンソーシアム(Konsortium Kraftwerke Hinterrhein、KKH)が設立されたが、水没する地域の反対により開発は失敗した。
1949年にスイスとイタリアとの間で協定が締結され、1956年にクラフトヴェルケ・ヒンターラインAG(Kraftwerke Hinterrhein AG、KHR)設立、1957年夏に着工。1962年秋にダムは満水となった。レイ湖及び東西の隣接する谷からの水を導入する標高1407mのフェレーラ発電所には3基のフランシス水車が据え付けられ、落差524 m、流量45 m3/sに対応する。
操業開始から約50年経った2011年から2017年にかけて発電設備のリノベーションが行われ、2012年には建設以来初めてダムの水が抜かれた。

## ギャラリー

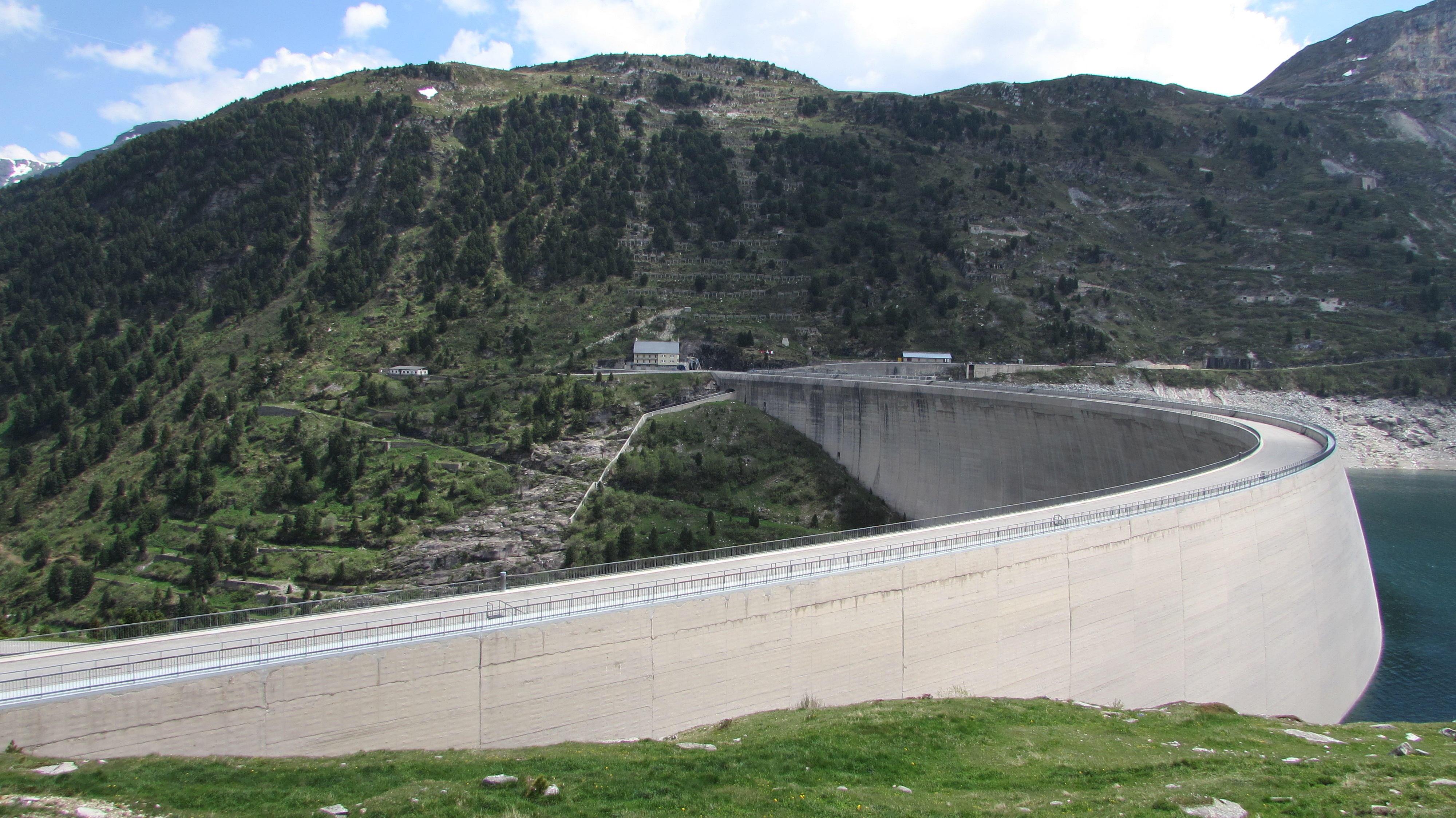
ダム(2015年)
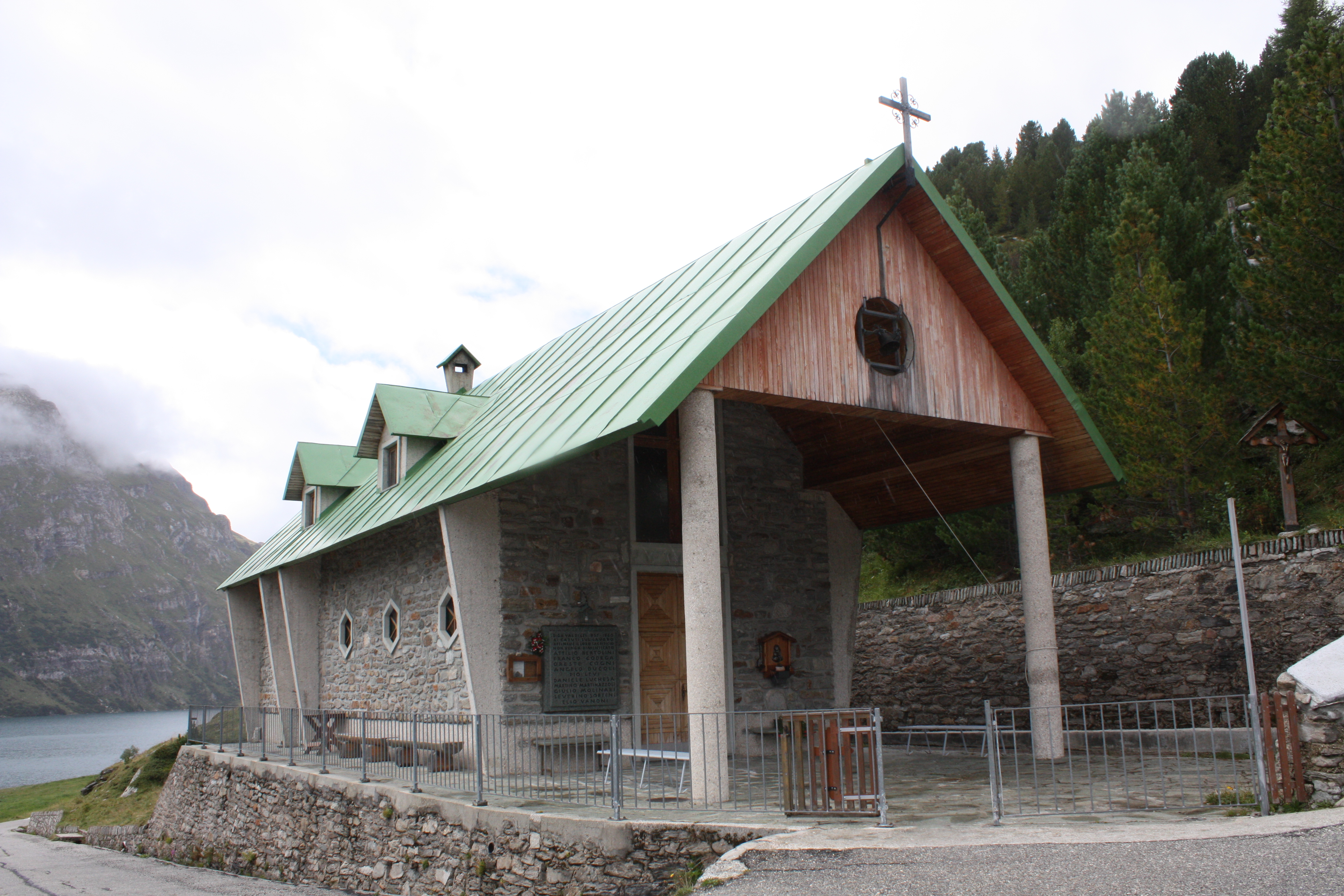
工事中の12人の殉職者のメモリアルとして建てられた教会
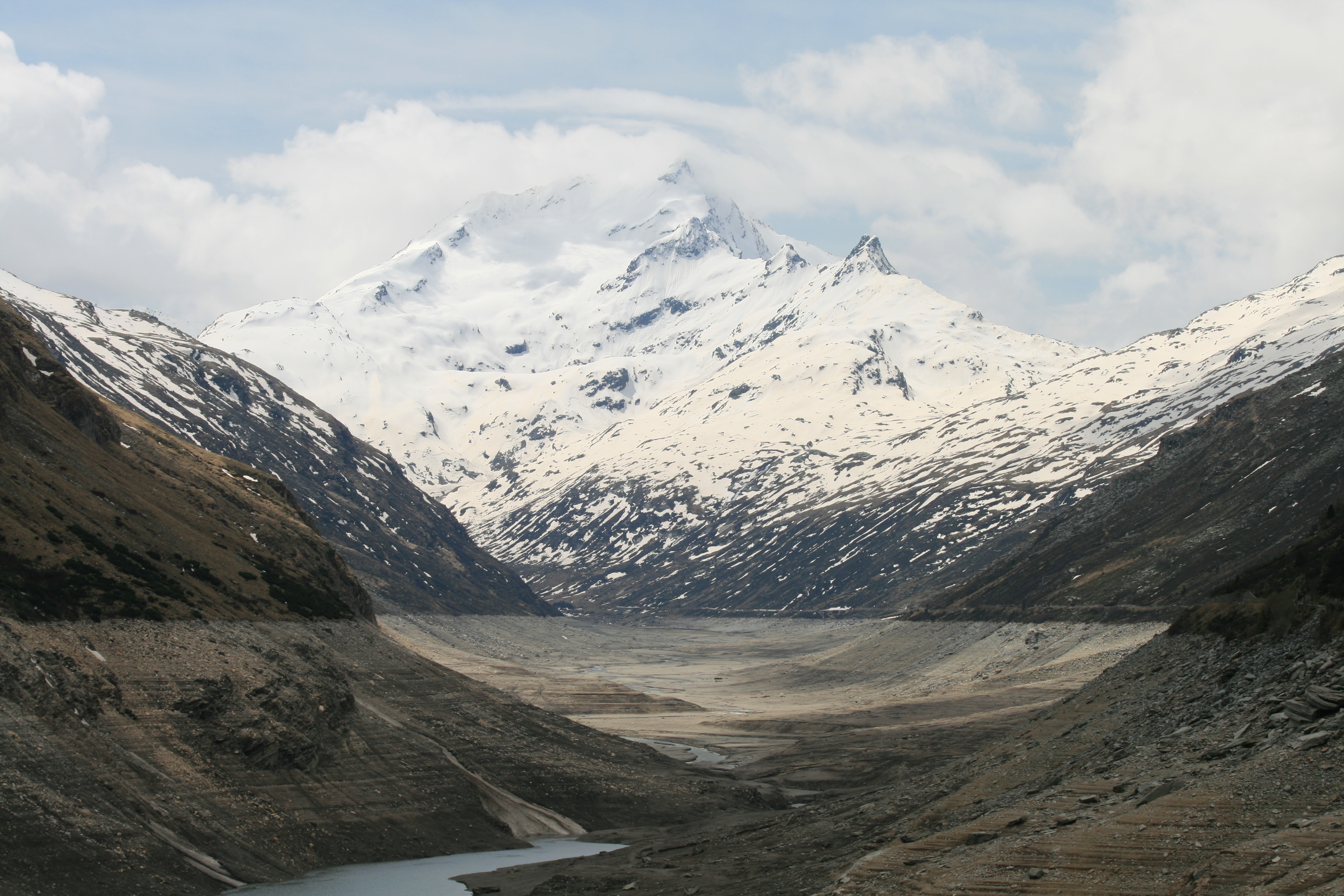
水が抜かれた湖(2013年)
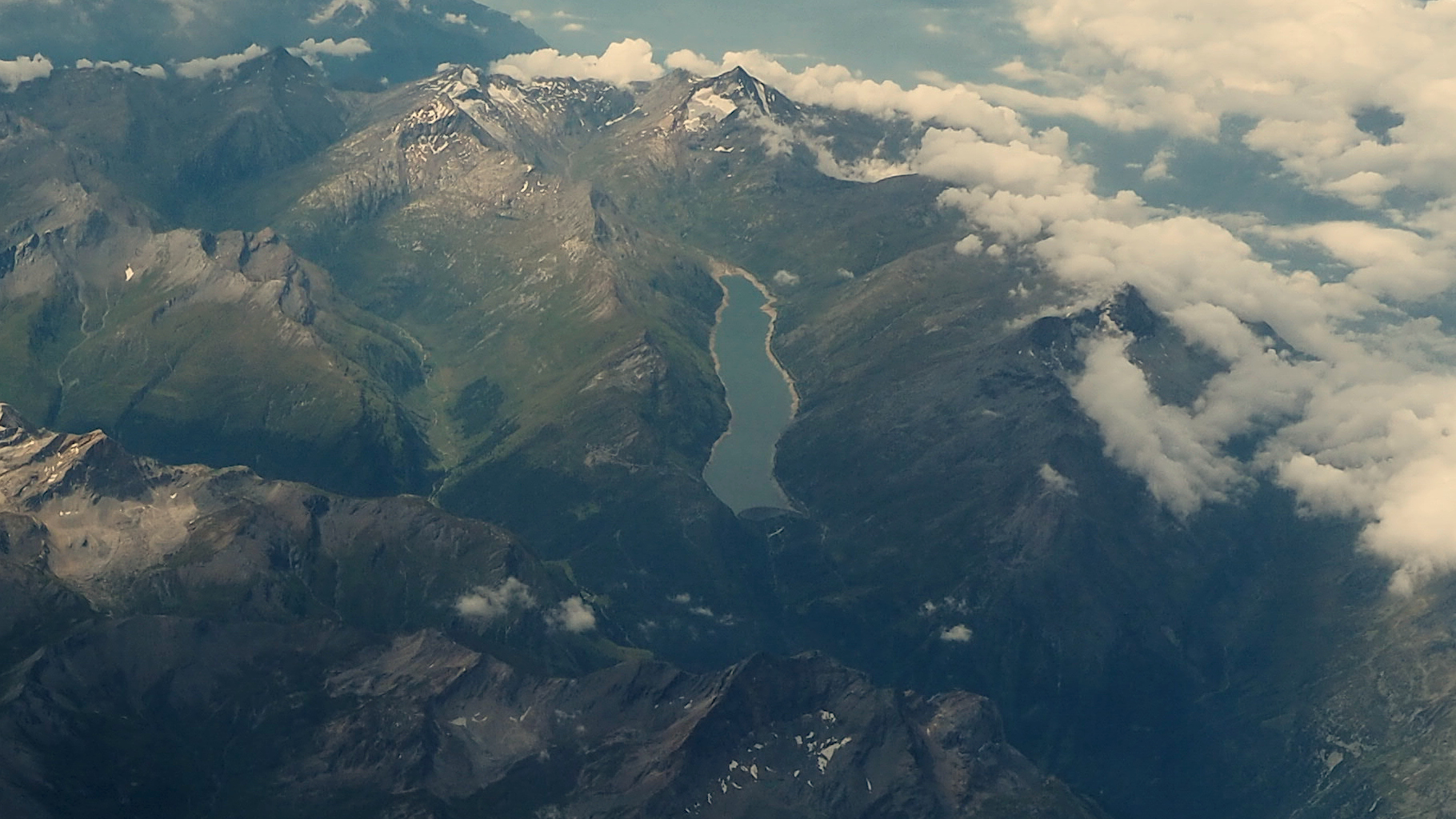
空から見た湖と周辺の地形(2017年)